# Esperanza Baur
Esperanza Baur Díaz (17 de julio de 1920-10 de marzo de 1961) fue una actriz mexicana. 

## Biografía y carrera
Nacida Esperanza Díaz Ceballos, adoptó el nombre artístico de Esperanza Baur, luego Esperanza Baur Wayne. Apodada "Chata", actuó en varias películas mexicanas como actriz principal y secundaria.  
Esperanza se encontró con John Wayne en 1941 en la Ciudad de México cuando el actor pasaba unos días de vacaciones.  Por entonces él estaba casado con su primera mujer, Josephine Alicia Saenz, de la que se divorció el 25 de diciembre de 1945.  Esperanza y John se casaron el 17 de enero de 1946, en Long Beach, California.
Desde el comienzo, fue un matrimonio tormentoso por los celos que despertaba en ella el trabajo y los cuatro hijos de John Wayne. Esperanza no tuvo hijos con John. "Nuestro matrimonio era como sacudir dos sustancias químicas volátiles en un frasco," contó Wayne.  Esperanza acusó a Wayne de infidelidad con Gail Russell, su compañera en la película Angel and the Badman, affaire que él negó.  Hubo acusaciones  de infidelidad, violencia ebria, crueldad emocional, etc.  Wayne la describe como una colega de baile borracha, a punto de caerse y entonces le culpa a él de empujarla.  Esperanza fue acusada durante el procedimiento de divorcio de infidelidad con el heredero de la cadena de hoteles Hilton, Nicky Hilton.  Se separaron en mayo del 52 después de siete años de matrimonio que terminaron el 1 de noviembre de 1954.
Esperanza murió de un ataque al corazón en 1961.

## Filmografía
- Guadalajara (1943) ... Hortensia
- El Conde de Montecristo aka The Count of Monte Cristo (USA) (1942)
- Luz en mi camino, Una (1939)
- La Valentina (1938) ... Valentina
- Jalisco Nunca Pierde aka Jalisco Never Loses (1937)